# Vera Gutkina

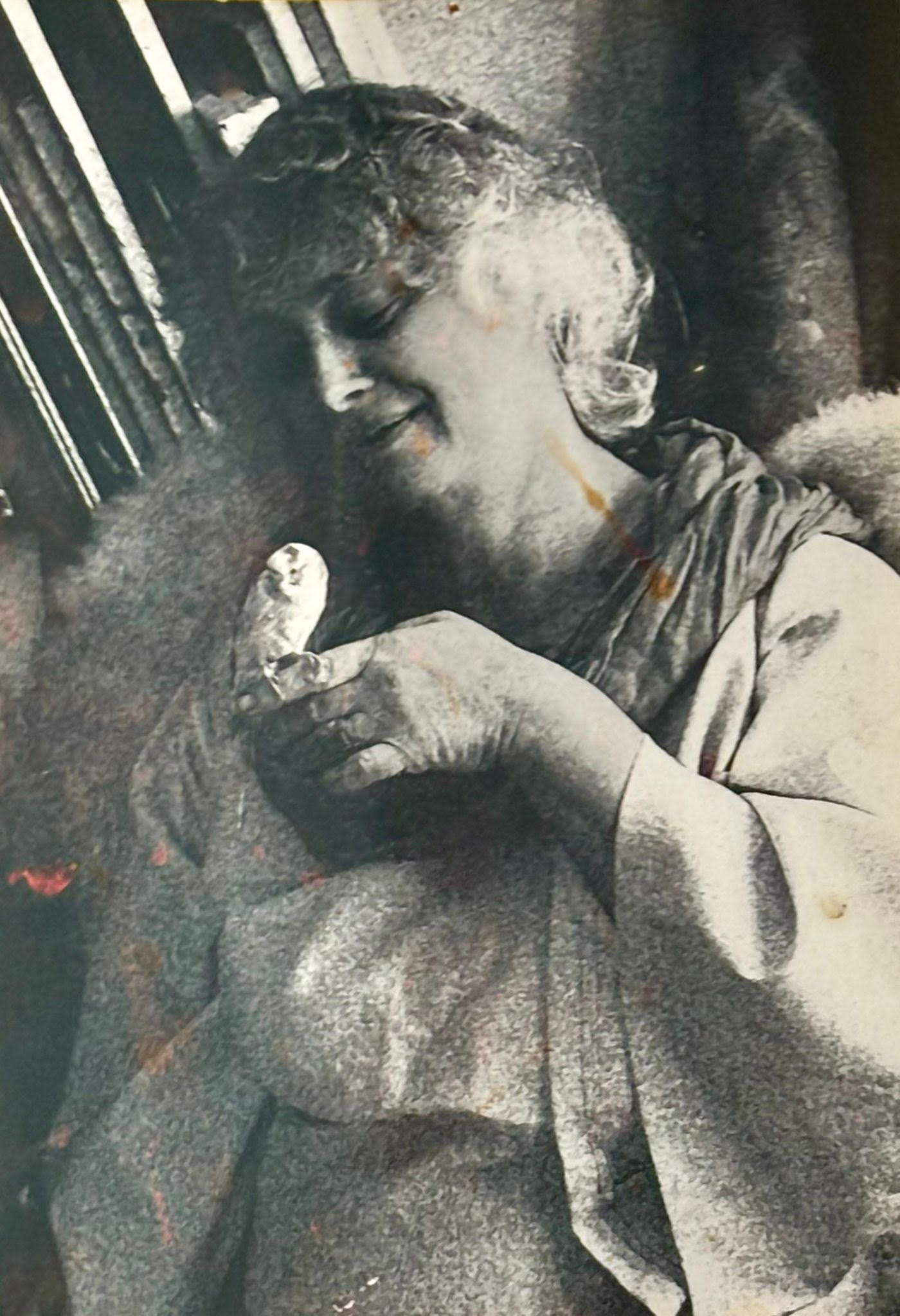
Vera Gutkina, 2004

Vera Gutkina (russisch: Вера Гуткина, 9. Februar 1953 – 22. Dezember 2022) war eine russisch-israelische Malerin, Dichterin und Schriftstellerin.

## Biografie
Vera Gutkina wurde in Moskau in eine Wissenschaftlerfamilie geboren. Ihr Vater, Avram Gutkin, der während des Zweiten Weltkriegs in der Roten Armee diente, war Professor für Physik am Moskauer Institut für Elektrotechnik. Ihre Mutter, Faina Tsizinya, war Ingenieurin, und ihr Bruder, Yevgeny Gutkin, war Professor für Mathematik an der University of Southern California und an der Nikolaus-Kopernikus-Universität Toruń. Vera Gutkina und ihr Vater waren viele Jahre lang Refuseniks.
Gutkina erlangte 1977 einen Masterabschluss in Ingenieurwissenschaften, arbeitete jedoch nie in diesem Bereich. Sie widmete ihr Leben der Malerei und dem Schreiben. Der russische Maler Vladimir Stranikh, ein Schüler des berühmten russischen Impressionisten Konstantin Korovin, nahm Gutkina im Alter von 21 Jahren als Schülerin an und sie studierte mehrere Jahre lang unter seiner Anleitung.

## Israel
Gutkina emigrierte 1982 nach Israel und ließ sich in Jerusalem nieder. Ihre Werke wurden in dauerhaften Ausstellungen in der Nora Gallery, der Ella Gallery, dem Jerusalem Artists' House und der Horace Richter Gallery in Jaffa sowie in Einzel- und Gruppenausstellungen in Tel Aviv, Toronto, Ottawa, New York, Florenz und Paris präsentiert.

## Auszeichnungen und Stipendien
1988 erhielt Gutkina ein Stipendium des Ministeriums für Bildung und Kultur, um in der Cité Internationale des Arts in Paris zu malen. Im Laufe ihres Lebens kehrte sie immer wieder in diese Institution zurück und arbeitete dort an mehreren ihrer bedeutenden Malereiserien.
Gutkina erhielt mehrere Auszeichnungen, darunter den Gelber Zeil Preis (1982), den Yosef Kolkovsky Preis (1985) und den Shoshana Ish-Shalom Preis (2013), der ihr vom Jerusalem Artists' House verliehen wurde.

## Künstlerischer Stil
Gutkinas frühe Werke in der Sowjetunion waren durch dunkle Töne gekennzeichnet. In Israel wurden ihre Werke farbenfroher und ausdrucksstärker. Laut der Kuratorin und Journalistin Rachel Azuz könnte die Lichtqualität in Israel diesen Wandel in Gutkinas Stil beeinflusst haben. Die Kunstkritikerin Tali Tamir beschrieb Gutkina als eine Künstlerin, die „ein Niveau persönlicher Freiheit und Farbintensität erreicht hat, das eine malerische Qualität schafft, die sich selbst rechtfertigt“. In dem Dokumentarfilm Brushwork kommentierte Gutkina: „Farbe ist meine Muttersprache.“
Gutkina behandelte Themen wie Jerusalem, Paris und Venedig in ihren Werken sowie den Zen-Buddhismus. Sie widmete umfangreiche Serien der Malerei von Engeln und Vögeln. Im Laufe ihrer Karriere malte sie weiterhin Porträts, Selbstporträts, Landschaften und Stillleben. Eines ihrer bekanntesten Porträts ist das von Rabbi Abraham Isaac Kook, dem ersten aschkenasischen Oberrabbiner von Palästina. Das Gemälde ist in einer ständigen Ausstellung im Rabbi Kook House in Jerusalem zu sehen.
Gideon Ofrat, ein Experte für israelische Kunstgeschichte, erkannte in Gutkinas Werk „eine bemerkenswerte Fähigkeit, künstlerisches Wissen, moderates modernistisches Bewusstsein und tiefe menschliche Sensibilität zu vereinen“. Laut Ofrat setzte Gutkina „die russische modernistische Tradition von Robert Falk fort, dem Künstler, der die Brücke zwischen dem post-impressionistischen Paris und dem russischen Kubismus schlug“.
Die Shoshana-Ish-Shalom-Preisjury, die Vera Gutkina im Jahr 2013 den Preis verlieh, erklärte in ihrer Begründung: „Die Bildwelten, die zwischen dem Spirituellen und dem Irdischen oszillieren, tauchen in den Gemälden von Vera Gutkina auf und wirken auf den Betrachter wie eine Art Fata Morgana. […] Diese Verbindung eines sich bewegenden Bildes auf der feinen Achse zwischen Figuration und Abstraktion einerseits und einer zeichnerischen, aber zugleich aufwändig ausgeführten Technik andererseits verleiht den Arbeiten eine hohe Komplexität und eine faszinierende ästhetische Erscheinung.“ Die Jury betonte zudem: „Ihre Entscheidung, die Leinwände als eine Art ungerahmte Wandflächen zu präsentieren, erinnert an christlich-religiöse Bezüge – an Ikonen in abgelegenen, dunklen und verstaubten Kirchen – und verbindet die Tradition religiöser mit säkularer Kunst.“

## Soziales Engagement
1994 führte Gutkina einen sozialen und rechtlichen Kampf, um für die Opfer eines finanziellen Betrugs durch die Israsov-Organisation Gerechtigkeit und Entschädigung zu erreichen. Mitglieder der Organisation stahlen unter dem Vorwand, russische Juden zu unterstützen und ihre Vermögenswerte nach Israel zu transferieren, 18 Millionen Dollar von 600 Einwandererfamilien. Eine der Opfer war Gutkinas Mutter. Gutkina gründete die Vereinigung Sud, die die Opfer des Betrugs zusammenführte und rechtlich vom Anwalt Yaakov Hessdai vertreten wurde. Am Ende des Prozesses wurde Leonid Roitman, der Israsov leitete, zu zehn Jahren Haft verurteilt. Der Staat entschädigte die Opfer mit 75 % des gestohlenen Betrags.
Während dieser Zeit malte Gutkina eine Serie politisch thematisierter Werke mit dem Titel Meat Grinder, die 2002 als Einzelausstellung im Jerusalem Artists' House gezeigt wurde.

## Schriftstellerische Tätigkeit
Gutkina veröffentlichte drei Bücher in russischer Sprache:
- Ein Klo mit Krokodilen (2000) - Ein Memoir, das ihre Erfahrungen im Kampf gegen Israsov dokumentiert.
- Auf der Vernissage: (unter freiem Himmel) (2001) -  Eine Sammlung von Theaterstücken, die sie zusammen mit Anika Tugarev verfasste.
- Im Labyrinth (2003) - Eine Sammlung von Gedichten.

## Persönliches Leben
1983 heiratete Gutkina Abrasha Rachkovski, einen Holocaustüberlebenden, der aus der Sowjetunion (Litauen) nach Israel emigriert war. Das Paar ließ sich 1995 scheiden. Sie hatten zwei Töchter, Aviva Rot und Tamar Rachkovsky.
2015 veröffentlichte Tamar Rachkovsky den Dokumentarfilm Russian Face, der Gutkinas Werk und die Beziehung zwischen Mutterschaft und Kunst untersucht.
Gutkina starb 2022 und wurde auf dem Ölberg in Jerusalem beigesetzt.